# The Curtain
Il Curtain Theatre, noto anche come The Curtain, fu un teatro londinese del periodo elisabettiano.
Situato appena fuori della città, molto vicino ad un altro teatro - The Theatre - fu aperto nel 1577 e fu attivo fino al 1623. Fu distrutto in un incendio nel 1666.
Vi recitò anche William Shakespeare.
Non si sa chi fu il suo proprietario, anche se James Burbage o Henry Lanman (che in seguito lo diresse) possono essere stati coinvolti nella sua fondazione.